# ماساكي يوشيدا
ماساكي يوشيدا (باليابانية: 吉田 正樹) (10 أبريل 1984 في نيغاتا في اليابان – )؛ هو لاعب كرة قدم ياباني سابق كان يلعب كمدافع.

## وصلات خارجية
- ماساكي يوشيدا على موقع رابطة كرة القدم اليابانية للمحترفين (اليابانية)
- ماساكي يوشيدا على موقع قاعدة بيانات كرة القدم.إي يو (الإنجليزية)
- ماساكي يوشيدا على موقع Soccerway.com (الإنجليزية)